# Struthanthus oerstedii
Struthanthus oerstedii är en tvåhjärtbladig växtart som först beskrevs av Oliver, och fick sitt nu gällande namn av Stand.. Struthanthus oerstedii ingår i släktet Struthanthus och familjen Loranthaceae. Inga underarter finns listade i Catalogue of Life.